# Крем'яшник

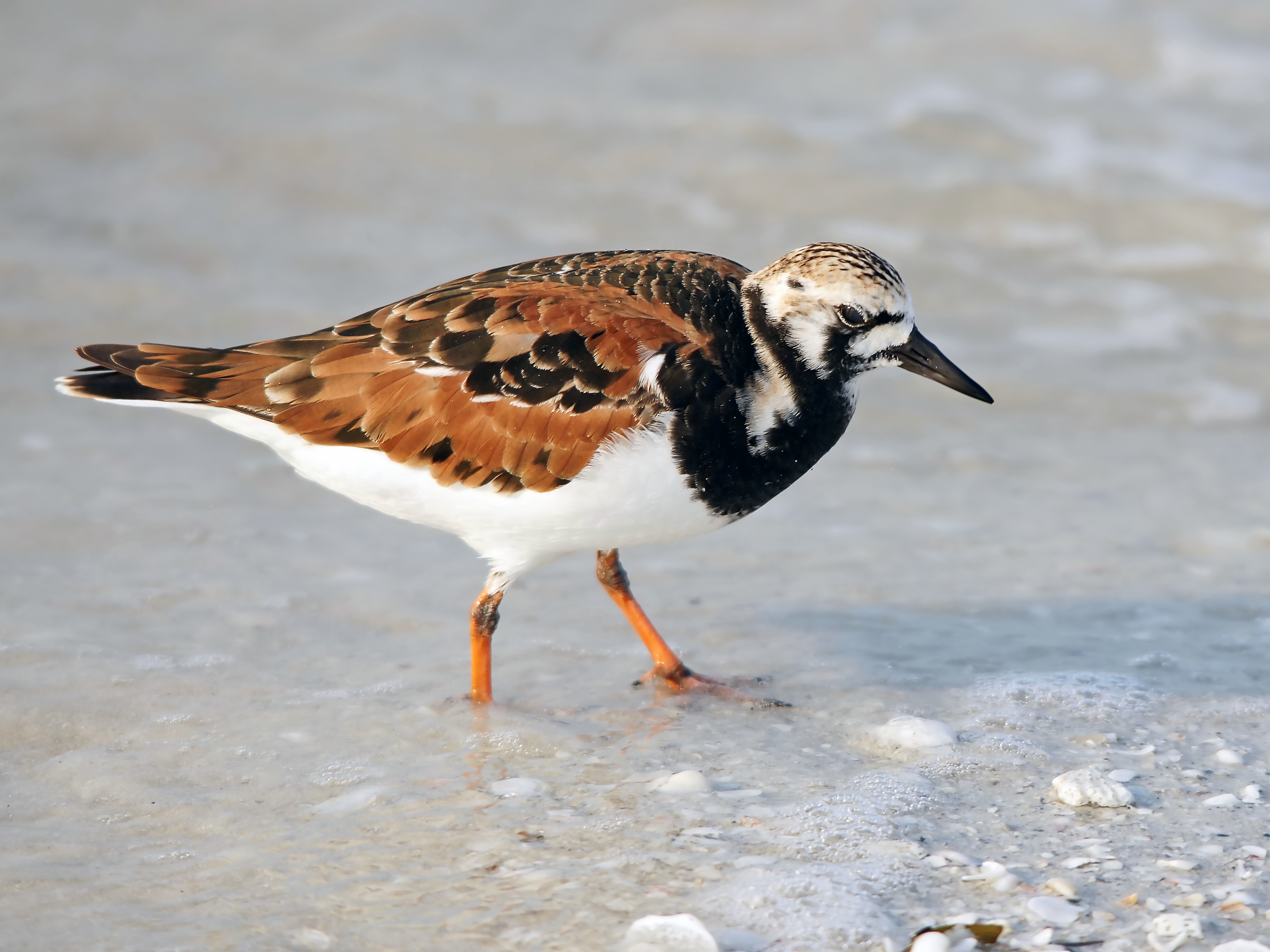
Крем'яшник звичайний у шлюбному оперенні

Крем'яшник (Arenaria) — рід птахів з родини баранцевих, що включає два види. Тісно пов'язані з побережниками і можуть вважатися членами триби Calidriini. Рід Arenaria був представлений французьким зоологом Матюреном Жаком Бріссоном у 1760 році крем'яшником звичайним (Arenaria interpres) як типовим представником. Назва роду arenaria походить від латинського arenarius, «пісковий», від arena, «пісок».

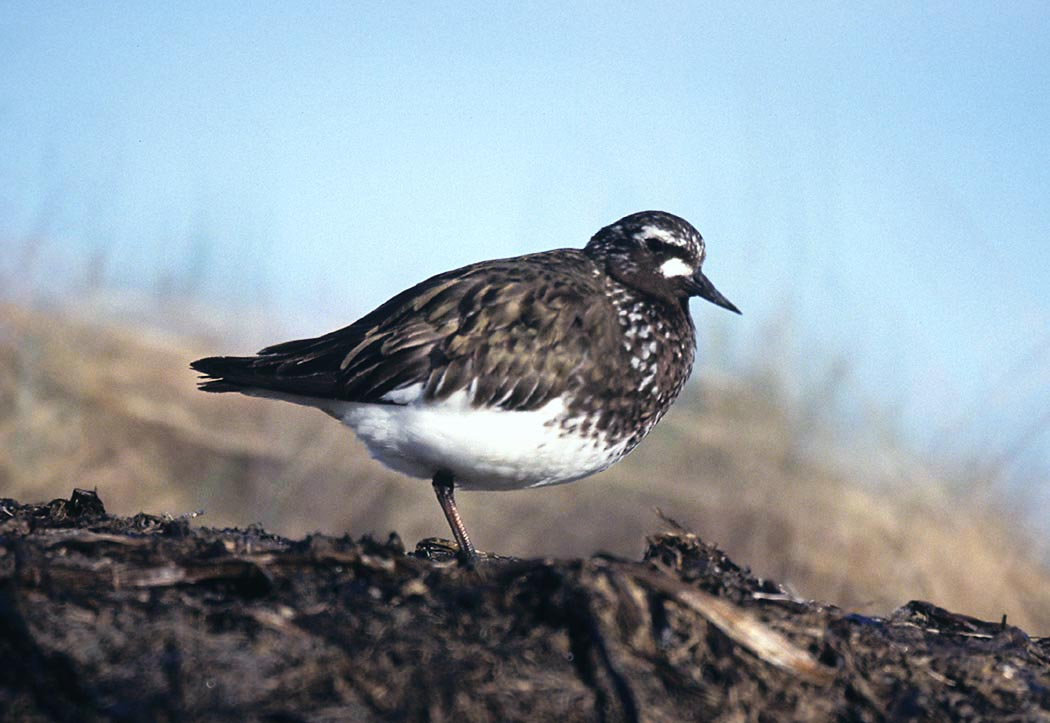
Крем'яшник чорний у літньому оперенні

Рід включає два види: крем'яшник звичайний (Arenaria interpres) і крем'яшник чорний (Arenaria melanocephala). Обидва птахи — кулики середнього розміру. Довжина зазвичай становить від 20 до 25 см, розмах крил від 50 до 60 см і маса тіла від 110 до 130 г. Як для куликів, їхній корпус міцний, з короткими, трохи перевернутим, клиноподібним дзьобом, що пристосований до їхньої техніки добування їжі. Ці види перекидають предмети на березі — каміння (у т.ч. кремінь), водорості тощо у пошуках безхребетних, за що й отримали назву. Мешкають виключно на узбережні, віддають перевагу кам'янистим пляжам, а не піску, і часто тримаються разом з іншими видами куликів, такими як побережник морський. Розмножуються у високій Арктиці і мігрують.
Крем'яшник звичайний (Arenaria interpres) має циркумполярне поширення і є дальнім мігрантом, зимуючи на узбережжях на південь, аж до Південної Африки та Австралії. Таким чином, він зустрічається на узбережжях майже скрізь у світі.
У шлюбному оперенні мають доволі яскраве вбрання, з чорно-білою головою, каштановою спиною, білою нижньою частиною і червоними ногами. Зимове оперення в основному коричневе зверху і біле знизу.
Крем'яшник звичайний  — один із видів, на якого поширюється Угода про збереження африкансько-євразійських перелітних водяних птахів (AEWA).
Крем'яшник чорний (Arenaria melanocephala) зовні подібний до свого широко розповсюдженого родича, але має чорну верхню частину та грудну клітку, а знизу білу. Має набагато менший ареал і розмножується лише на заході Аляски, а зимує переважно на тихоокеанському узбережжі США.